# Liste der Biografien/Jem
Liste der Biografien |
Portal Biografien |
Personensuche
# |
A |
B |
C |
D |
E |
F |
G |
H |
I |
J |
K |
L |
M |
N |
O |
P |
Q |
R |
S |
T |
U |
V |
W |
X |
Y |
Z |
?
 
Ja |
Jb |
Jd |
Je |
Jh |
Ji |
Jj |
Jl |
Jn |
Jm |
Jo |
Jp |
Jr |
Js |
Jt |
Ju |
Jv |
Jw |
Jy
 
Jea |
Jeb |
Jec |
Jed |
Jee |
Jef |
Jeg |
Jeh |
Jei |
Jej |
Jek |
Jel |
Jem |
Jen |
Jeo |
Jep |
Jeq |
Jer |
Jes |
Jet |
Jeu |
Jev |
Jew |
Jex |
Jey |
Jez
Die Liste der Biografien führt alle Personen auf, die in der deutschsprachigen Wikipedia einen Artikel haben. Dieses ist eine Teilliste mit 52 Einträgen von Personen, deren Namen mit den Buchstaben „Jem“ beginnt.

## Jem
- Jem (* 1974), deutscher Musikproduzent und Toningenieur
- Jem (* 1975), walisische Popsängerin und SongwriterinJem (* 1975)

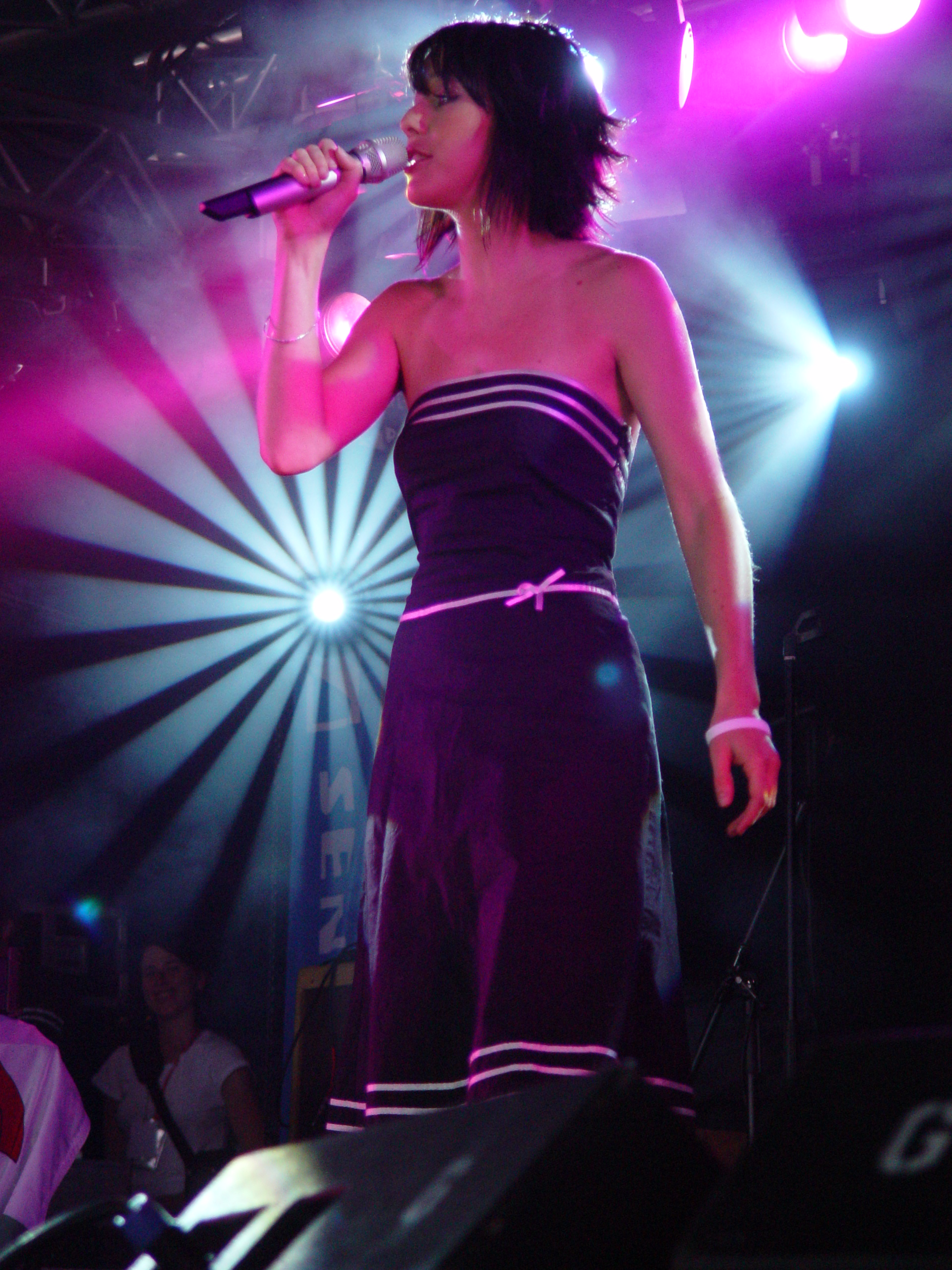
Jem (* 1975)

### Jema
- Jemâa, Issam (* 1984), tunesischer Fußballspieler
- Jemal, Ali (* 1990), tunesischer Fußballtorhüter
- Jemal, Ammar (* 1987), tunesischer Fußballspieler

### Jemb
- Jembrih, Alojzije (* 1947), kroatischer Literaturhistoriker, Sprachforscher und slawischer Philologe

### Jemc
- Jemc, Božo (* 1940), jugoslawischer Skispringer

### Jeme
- Jeme, Tien Yow (1861–1919), chinesischer Ingenieur
- Jemec, Marko (* 1963), slowenischer Freestyle-Skier
- Jemelejew, Igor Sergejewitsch (* 1981), russischer Eishockeyspieler
- Jemeli, Valary, kenianische Langstreckenläuferin
- Jemelin, Alexei Michailowitsch (* 1968), russischer Hochspringer
- Jemelin, Alexei Wjatscheslawowitsch (* 1986), russischer Eishockeyspieler
- Jemelin, Anatoli Anatoljewitsch (* 1964), russischer Eishockeyspieler und -trainer
- Jemelin, Konstantin Anatoljewitsch (* 1988), russischer Eishockeyspieler
- Jemelin, Sergei Alexandrowitsch (* 1995), russischer Ringer
- Jemelin, Wassili Wladimirowitsch (* 1976), russischer Schachmeister
- Jemelina, Natalija Alexandrowna (* 1983), russische Bogenbiathletin
- Jemeļins, Antons (* 1984), lettischer Fußballspieler
- Jemeljanenko, Fjodor Wladimirowitsch (* 1976), russischer KampfsportlerFjodor Wladimirowitsch Jemeljanenko (* 1976)

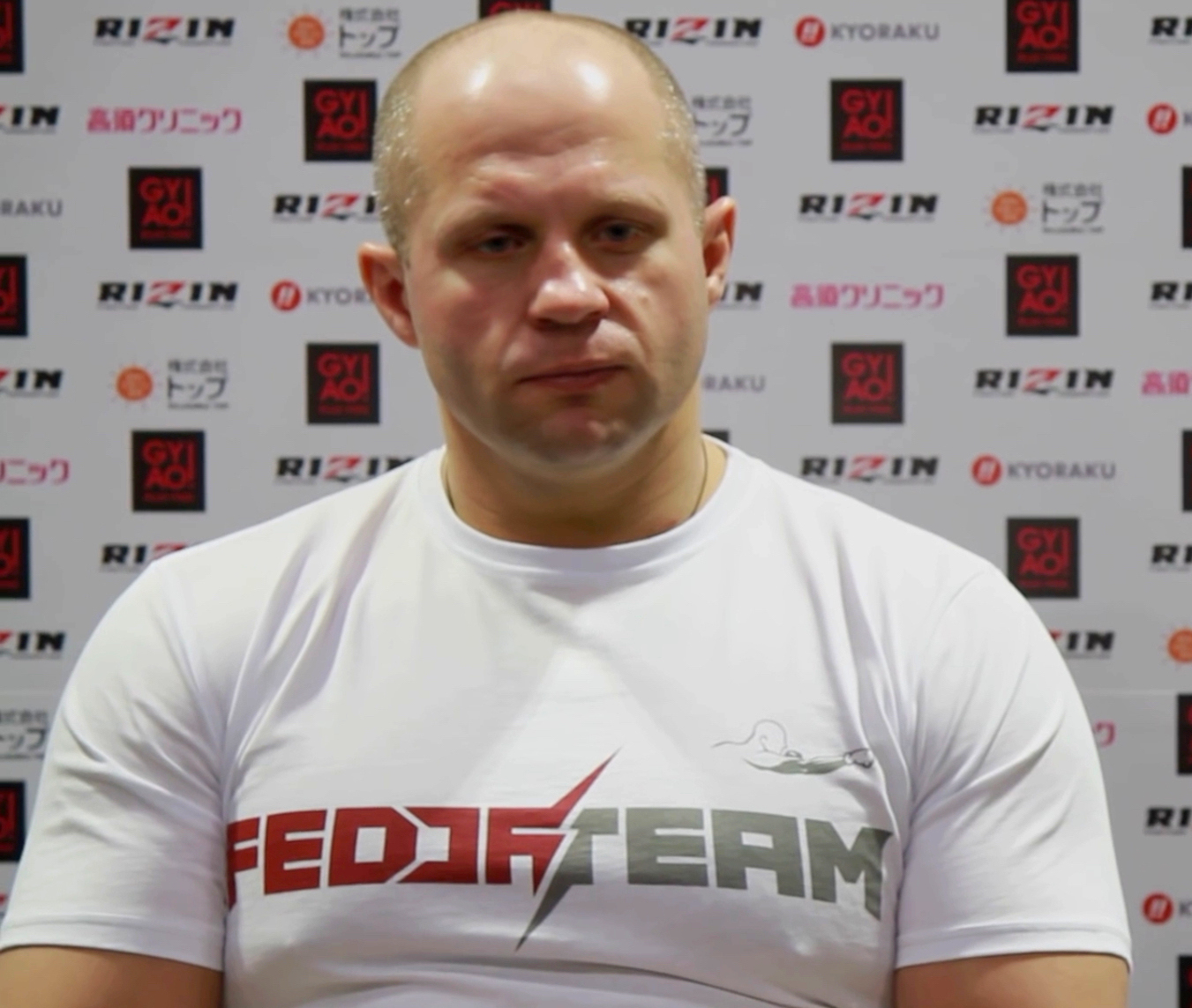
Fjodor Wladimirowitsch Jemeljanenko (* 1976)

- Jemeljanenko, Jewhen (* 1981), rumänisch-ukrainischer Eishockeyspieler
- Jemeljanow, Danila Swjatoslawowitsch (* 2000), russischer Fußballspieler
- Jemeljanow, Kirill Leonidowitsch (* 1991), russischer Schauspieler
- Jemeljanow, Nikolai Alexandrowitsch (1872–1958), russischer Revolutionär
- Jemeljanow, Roman Pawlowitsch (* 1992), russischer Fußballspieler
- Jemeljanow, Stanislaw Walerjewitsch (* 1990), russischer Geher
- Jemeljanow, Stanislaw Wassiljewitsch (1929–2018), sowjetisch-russischer Kybernetiker, Informatiker und Hochschullehrer
- Jemeljanow, Wadim Michailowitsch (1942–1977), sowjetischer Boxer
- Jemeljanow, Waleri, sowjetischer Skispringer
- Jemeljanow, Wassili Semjonowitsch (1901–1988), sowjetischer Manager
- Jemeljanowa, Nina Petrowna (1912–1998), sowjetische bzw. russische Pianistin, Musikpädagogin und Hochschullehrerln
- Jemelka, Václav (* 1995), tschechischer Fußballspieler
- Jemerson (* 1992), brasilianischer Fußballspieler
- Jemez, Dmitri Alexandrowitsch (* 1974), russischer Autor von Kinder- und Jugend-Fantasyliteratur
- Jemez, Hryhorij (* 1957), ukrainischer Dreispringer
- Jemez, Illja (* 1956), ukrainischer Arzt und Politiker, Gesundheitsminister der Ukraine
- Jémez, Paco (* 1970), spanischer Fußballspieler- und trainer

### Jemi
- Jemielniak, Dariusz (* 1975), polnischer Ökonom
- Jemisch, Arambi Ibragimowitsch (* 1953), russischer Judoka
- Jemisin, N. K. (* 1972), US-amerikanische Fantasy-Autorin
- Jemison, Eddie (* 1963), US-amerikanischer Schauspieler und SängerEddie Jemison (* 1963)

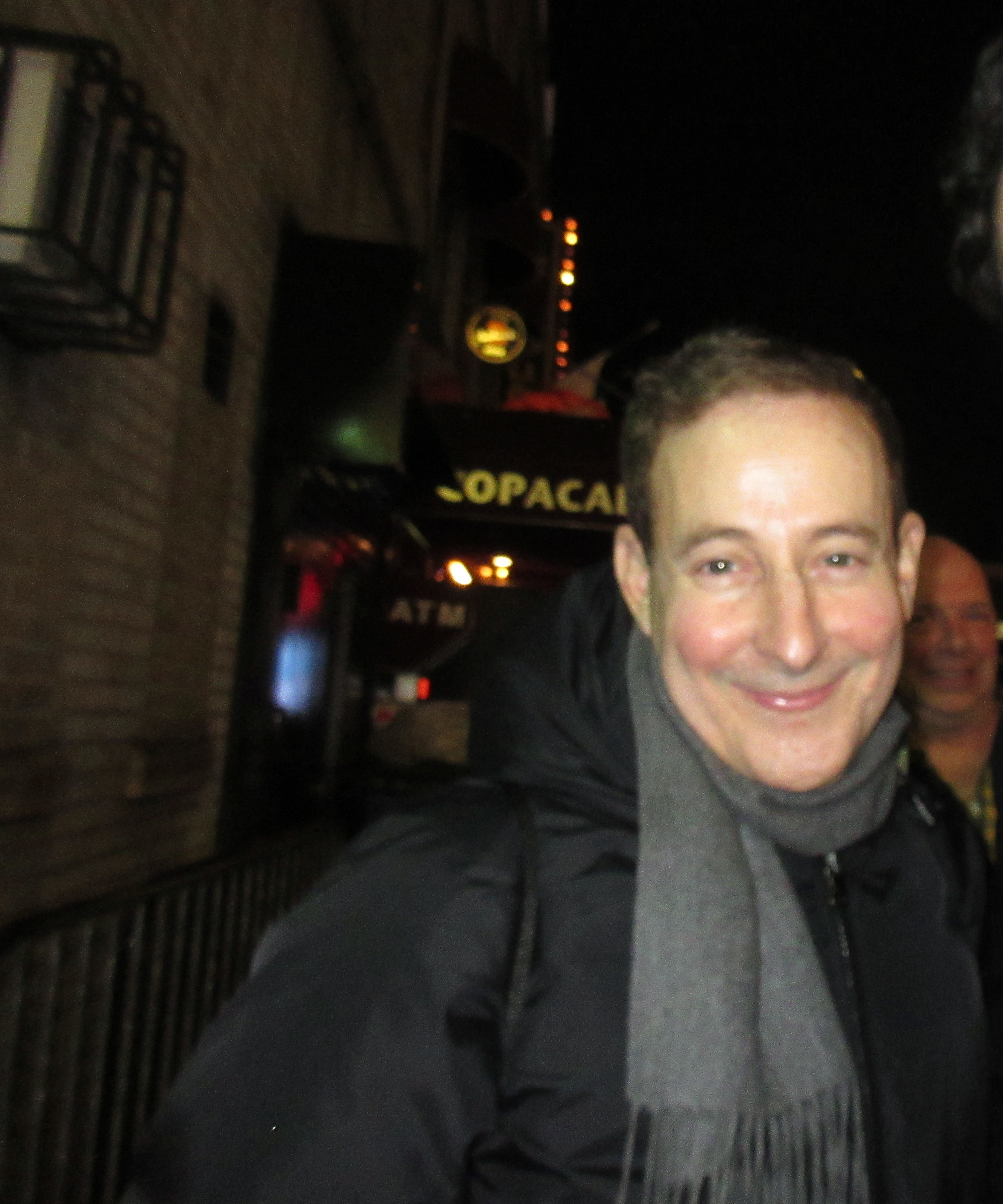
Eddie Jemison (* 1963)

- Jemison, Louis (1952–2021), amerikanischer Großmeister der Kampfkunst
- Jemison, Mae (* 1956), US-amerikanische Astronautin
- Jemison, Mary († 1833), amerikanische Siedlerin, die als Jugendliche von den Seneca adoptiert wurde
- Jemison, Robert (1802–1871), US-amerikanischer Politiker
- Jemison, T. J. (1918–2013), US-amerikanischer Geistlicher und Bürgerrechtler

### Jemm
- Jemmali, David (* 1974), französisch-tunesischer Fußballspieler
- Jemmott, Jerry (* 1946), US-amerikanischer E-Bassist

### Jemn
- Jemnitz, Sándor (1890–1963), ungarischer Dirigent, Musiker und Komponist

### Jemo
- Jemowit, Jemek (* 1986), deutsch-polnischer Musiker und Konzeptkünstler

### Jemt
- Jemtschuk, Igor Fjodorowitsch (1930–2008), sowjetischer Ruderer

### Jemz
- Jemzew, Michail (1930–2003), russischer Science-Fiction-Autor